# BiP
BiP (Binding Immunoglobulin Protein) è una proteina, lo chaperone molecolare attivo nel reticolo endoplasmatico.
La sua funzione è quella di garantire il giusto ripiegamento delle proteine, una volta che queste hanno raggiunto il lume del reticolo endoplasmatico dopo la sintesi. Il meccanismo di azione di questo chaperone molecolare consiste nel legare le zone idrofobiche del peptide impedendogli di legarsi con altri polipeptidi. Se il polipeptide si ripiega correttamente, le regioni idrofobiche sono nascoste all'interno della molecola e non potranno più legare BiP.
Se al contrario non vi è ancora un corretto ripiegamento, BiP si lega nuovamente ed il ciclo si ripete.